# Vlachovo Březí
Pour les articles homonymes, voir Březí.
Vlachovo Březí (en allemand : Wällisch Birken) est une ville du district de Prachatice, dans la région de Bohême-du-Sud, en République tchèque. Sa population s'élevait à 1 748 habitants en 2024.

## Géographie
Vlachovo Březí se trouve à 9 km au nord-nord-ouest de Prachatice, à 40 km à l'ouest-nord-ouest de České Budějovice et à 116 km au sud-sud-ouest de Prague.
La commune est limitée par Bušanovice et Újezdec au nord, par Lipovice au nord-est, par Budkov au sud-est, par Chlumany, Pěčnov, Dvory et Lažiště au sud, par Žárovná au sud-ouest et par Radhostice à l'ouest.

## Histoire
La première mention écrite de la localité date de 1274.

## Galerie

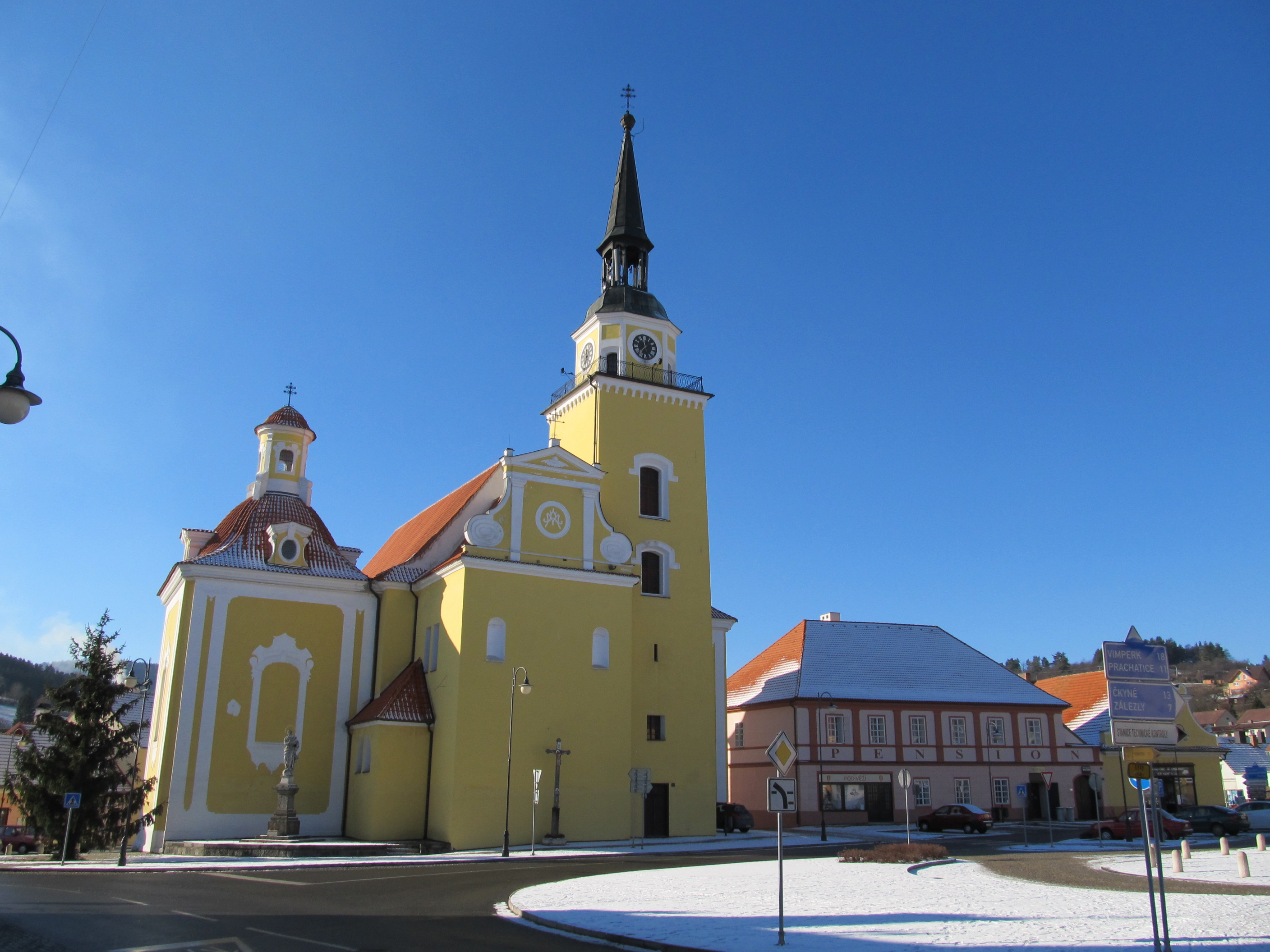
Église de l'Annonciation de la Vierge Marie.
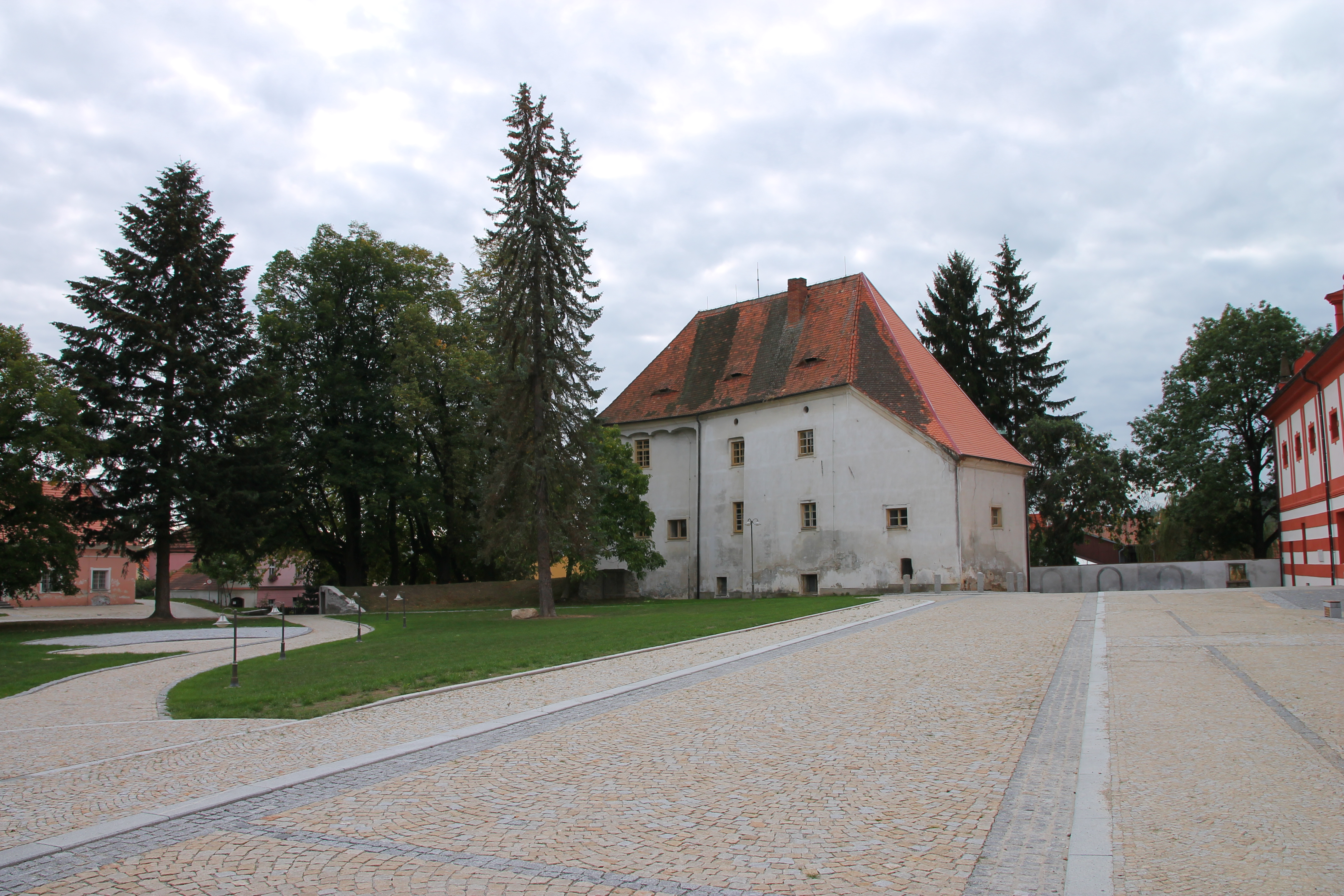
Château de Vlachovo Březí.

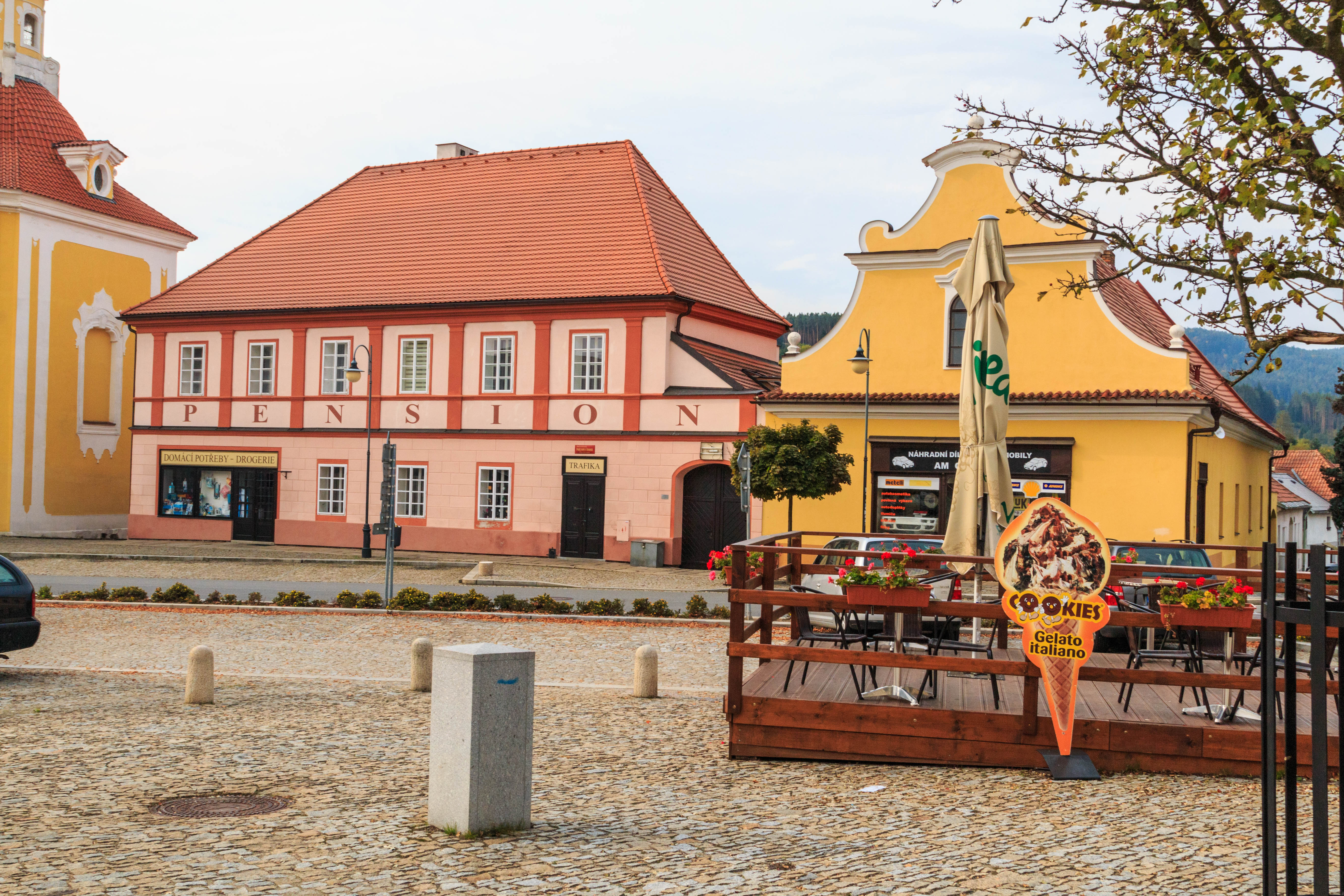
Place Svoboda.
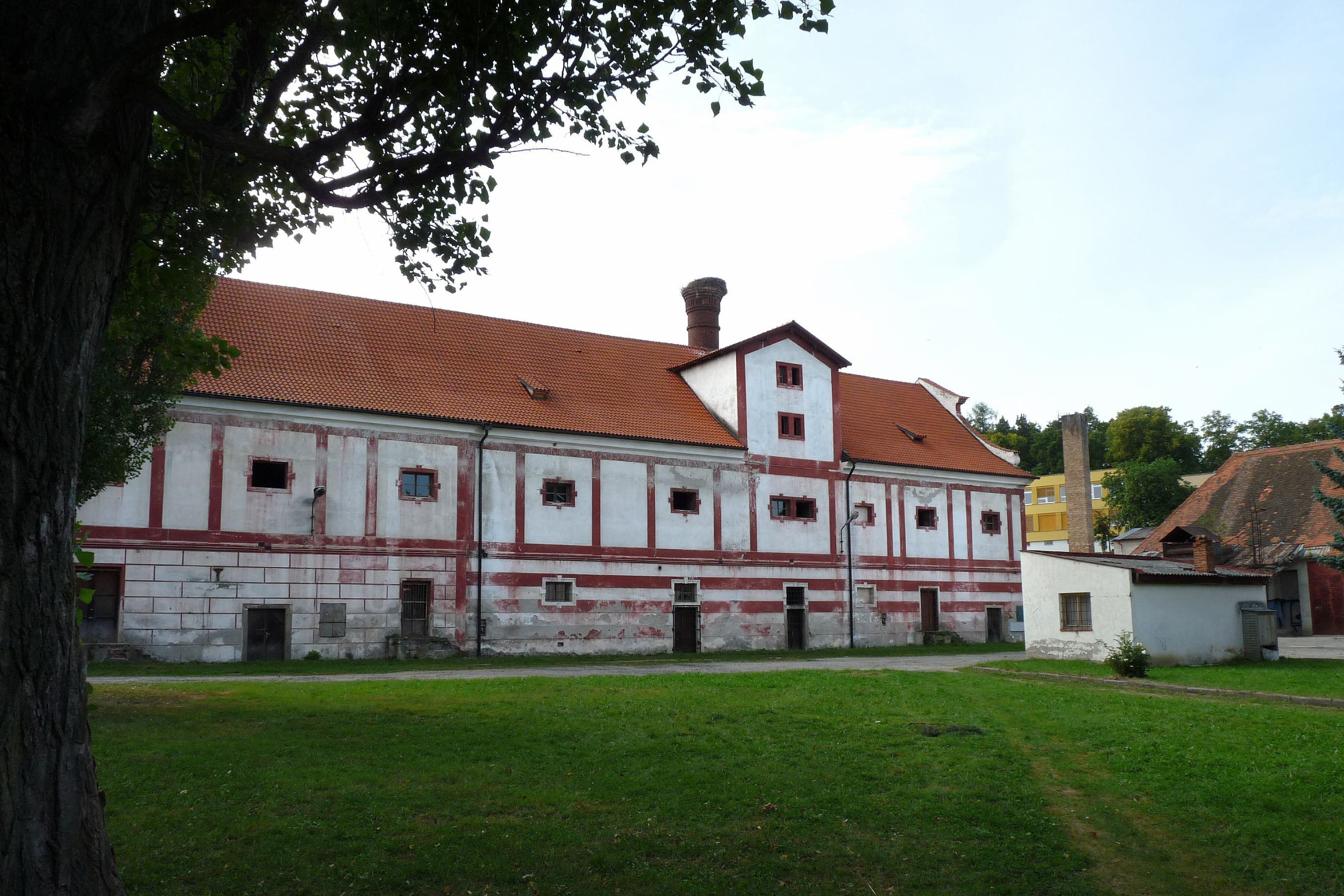
Ancienne brasserie.

## Administration
La commune se compose de huit sections :
- Dachov
- Dolní Kožlí
- Doubrava
- Horní Kožlí
- Chocholatá Lhota
- Mojkov
- Uhřice
- Vlachovo Březí

## Transports
Par la route, Vlachovo Březí se trouve à 11 km de Prachatice, à 46 km de Ceské Budejovice et à 143 km de Prague.